# Кубок Болгарії з футболу 1978—1979
Кубок Болгарії з футболу 1978—1979 — 39-й розіграш кубкового футбольного турніру в Болгарії. Титул здобув Левські-Спартак (Софія).

## 1/32 фіналу
Клуб Марек (Станке Димитров) як володар минулорічного титулу, пройшов до наступного раунду одразу після жеребкування.
| Команда 1                           | Рахунок      | Команда 2                        |
| ----------------------------------- | ------------ | -------------------------------- |
| 9-10 грудня 1978                    |              |                                  |
| Мариця-Ізток (Раднево)              | 4:1          | Розова долина (Казанлик)         |
| Локомотив (Софія)                   | 1:0          | Николай Лисков (Ямбол)           |
| Левські-Спартак (Софія)             | 2:1          | Чепінец (Велинград)              |
| Крпачев (Ловеч)                     | 5:1          | Беласиця (Петрич)                |
| Академік (Софія)                    | 2:1          | Бенковські (Ісперих)             |
| Локомотив (Русе)                    | 3:1          | Панайот Волов (Шумен)            |
| Академік (Свиштов)                  | 5:1          | Вечвой (Елена)                   |
| Локомотив (Пловдив)                 | 3:1 дч       | Міньор (Бухово)                  |
| Мариця (Пловдив)                    | 1:1 пен. 4:5 | Чорноморець (Бургас)             |
| Яворов (Чирпан)                     | 6:1          | Родопа (Смолян)                  |
| Хасково                             | 3:1          | Лудогорець (Разград)             |
| Велбажд (Кюстендил)                 | 3:1          | Арда (Кирджалі)                  |
| Міньор (Перник)                     | 7:3          | Сливнишки Герой (Сливниця)       |
| Тракія (Стамболійський)             | 2:5          | ЦСКА Септемврійско знаме (Софія) |
| Светкавиця (Тирговиште)             | 1:1 пен. 4:5 | Бенковські (Пазарджик)           |
| Бенковські (Тетевен)                | 2:3 дч       | Тракія (Пловдив)                 |
| Девня                               | 0:5          | Черно море (Варна)               |
| Спортіст (Кремиковці)               | 3:0          | Черноморец (Несебир)             |
| Септемврійська слава (Михайловград) | 4:2 дч       | Торпедо (Карлово)                |
| Червено знаме (Павликени)           | 2:4          | Димитровград                     |
| Дунав (Русе)                        | 0:2          | Славія (Софія)                   |
| Ботев (Іхтиман)                     | 2:1          | Бдин (Видин)                     |
| Пирин (Благоєвград)                 | 7:1          | Гігант (Белене)                  |
| Асеновец (Асеновград)               | 2:0          | Етир (Велико-Тирново)            |
| Ватев (Белослав)                    | 4:2          | Міньор (Бобов-Дол)               |
| Чавдар (Троян)                      | 2:0          | Раковскі (Севлієво)              |
| Вихрен (Санданський)                | 0:0 пен. 4:1 | Спартак (Плевен)                 |
| Янтра (Габрово)                     | 3:1          | Левські (Левські)                |
| Балкан (Ботевград)                  | 2:2 пен. 3:4 | Ботев (Враца)                    |
| Берое (Стара Загора)                | 2:0          | Добруджа (Толбухін)              |
| ЖСК-Спартак (Варна)                 | 2:0          | Локомотив (Горішня Оряховиця)    |

## 1/16 фіналу
| Команда 1               | Рахунок | Команда 2                           |
| ----------------------- | ------- | ----------------------------------- |
| 16 грудня 1978          |         |                                     |
| Мариця-Ізток (Раднево)  | 0:1     | Локомотив (Софія)                   |
| Левські-Спартак (Софія) | 2:0     | Крпачев (Ловеч)                     |
| Академік (Софія)        | 6:1     | Локомотив (Русе)                    |
| Академік (Свиштов)      | 2:1     | Локомотив (Пловдив)                 |
| Чорноморець (Бургас)    | 3:1     | Яворов (Чирпан)                     |
| Хасково                 | 4:1     | Велбажд (Кюстендил)                 |
| Міньор (Перник)         | 1:2     | ЦСКА Септемврійско знаме (Софія)    |
| Бенковські (Пазарджик)  | 2:1     | Тракія (Пловдив)                    |
| Черно море (Варна)      | 4:2     | Спортіст (Кремиковці)               |
| Марек (Станке Димитров) | 3:1     | Септемврійська слава (Михайловград) |
| Димитровград            | 1:4     | Славія (Софія)                      |
| Ботев (Іхтиман)         | 2:1     | Пирин (Благоєвград)                 |
| Асеновец (Асеновград)   | 4:1     | Ватев (Белослав)                    |
| Чавдар (Троян)          | 4:2 дч  | Вихрен (Санданський)                |
| Янтра (Габрово)         | 1:2     | Ботев (Враца)                       |
| Берое (Стара Загора)    | 2:0     | ЖСК-Спартак (Варна)                 |

## 1/8 фіналу
| Команда 1                        | Рахунок      | Команда 2               |
| -------------------------------- | ------------ | ----------------------- |
| 23 грудня 1978                   |              |                         |
| Локомотив (Софія)                | 0:1          | Левські-Спартак (Софія) |
| Академік (Софія)                 | 1:1 пен. 5:4 | Академік (Свиштов)      |
| Чорноморець (Бургас)             | 2:2 пен. 2:3 | Хасково                 |
| ЦСКА Септемврійско знаме (Софія) | 3:1          | Бенковські (Пазарджик)  |
| Черно море (Варна)               | 0:1          | Марек (Станке Димитров) |
| Славія (Софія)                   | 2:1          | Ботев (Іхтиман)         |
| Асеновец (Асеновград)            | 1:1 пен. 1:3 | Чавдар (Троян)          |
| Ботев (Враца)                    | 2:4          | Берое (Стара Загора)    |

## 1/4 фіналу
| Команда 1               | Рахунок      | Команда 2                        |
| ----------------------- | ------------ | -------------------------------- |
| 3 лютого 1979           |              |                                  |
| Левські-Спартак (Софія) | 2:0          | Академік (Софія)                 |
| Хасково                 | 0:1          | ЦСКА Септемврійско знаме (Софія) |
| Марек (Станке Димитров) | 1:1 пен. 5:4 | Славія (Софія)                   |
| Чавдар (Троян)          | 0:2          | Берое (Стара Загора)             |

## 1/2 фіналу
| Команда 1               | Рахунок | Команда 2                        |
| ----------------------- | ------- | -------------------------------- |
| 4 квітня 1979           |         |                                  |
| Левські-Спартак (Софія) | 2:1     | ЦСКА Септемврійско знаме (Софія) |
| Берое (Стара Загора)    | 3:2 дч  | Марек (Станке Димитров)          |

## Фінал
| 23 травня 1979 |

| Левські-Спартак (Софія)       | 4:1      | Берое (Стара Загора) |
| ----------------------------- | -------- | -------------------- |
| Панов 30', 60', 68' Гочев 47' | Протокол | Стоянов 29'          |

| «Васил Левський», Софія Глядачів: 40 000 Арбітр: Анатолій Кадетов |